# Cycnoches suarezii
Cycnoches suarezii är en orkidéart som beskrevs av Dodson. Cycnoches suarezii ingår i släktet Cycnoches, och familjen orkidéer. Inga underarter finns listade i Catalogue of Life.